# Armand Van Helden
Armand Van Helden, född 16 februari 1970, är en amerikansk housemusikartist och remixare från Boston, Massachusetts.

## Tidiga år
Armand Van Helden föddes i Boston men levde sedan ett kringflyttande liv när han var ung. Hans far var nederländsk-indonesisk och hans mor fransk-libanes. Fadern var anställd i USA:s flygvapen och blev placerad runt om i Europa, bland annat i Italien, Nederländerna och Turkiet. Vid 13 års ålder köpte Van Helden sin första trummaskin, och två år senare började han DJ:a. 1988 återvände han till Boston och arbetade som DJ på olika klubbar runt om i staden.
Van Helden gick i college och jobbade under tiden extra som DJ på olika Bostonklubbar. Efter examen tog han ett jobb inom juridik, men slutade 1991 för att ägna sig åt musiken. Han jobbade som producent och remixare och drev under en tid Loft, en av Bostons populäraste dansklubbar. Han skaffade sig kontakter inom musikindustrin och 1992 släppte han sin debutsingel Stay on My Mind under namnet Deep Creeds på skivbolaget Nervous Records.

## Karriär
Armand Van Helden har gjort många remixer åt olika artister. Han gjorde 1996 en remix på folksångerskan Tori Amos låt Professional Widow som blev en stor hit världen över. Därefter gjorde han remixer på flera andra kända artisters låtar, exempelvis åt Janet Jackson, Puff Daddy och Rolling Stones. Han släppte sitt första album Old School Junkies: The Album 1996.
2009 DJ:ade Van Helden tillsammans med A-Trak under namnet Duck Sauce. De släppte låtarna "aNYway" och "You're Nasty". Därefter släppte de låten "Barbra Streisand" som fick topplaceringar på olika listor runt om i världen.

## Diskografi
- 1996 – Old School Junkies: The Album
- 1997 – Da Club Phenomena
- 1997 – Live from Your Mutha's House
- 1997 – Enter the Meatmarket
- 1997 – Greatest Hits
- 1998 – 2 Future 4 U EP
- 1999 – Armand Van Helden Phenomenon
- 1999 – Armand van Helden's Nervous Tracks
- 2000 – Killing Puritans
- 2001 – Gandhi Khan
- 2003 – Funk Phenomena: The Album
- 2004 – New York: A Mix Odyssey
- 2005 – Nympho
- 2005 – My My My
- 2007 – Ghettoblaster